# Radiozendstation Belradio

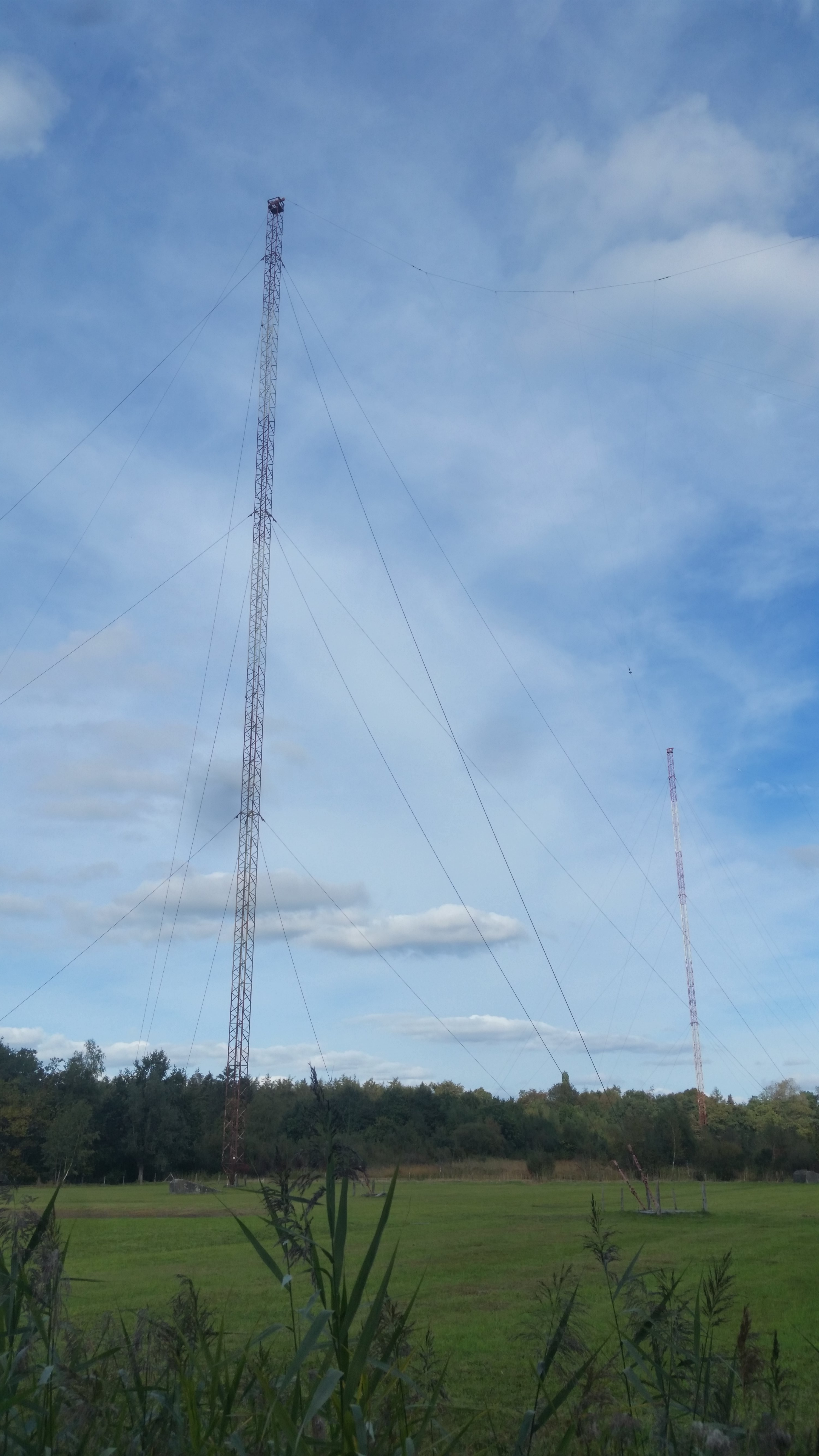
De 'radiotorens' van Ruiselede

Het radiozendstation Belradio, in de volksmond meestal "de (radio) torens" genoemd, was een Belgisch radiozendstation, in de Belgische provincie West-Vlaanderen, op de grens van Wingene en het Sint-Pietersveld in Ruiselede. 
Het hoofdgebouw van dit zendstation, gekend onder de code SCRE, was aanvankelijk voorzien op het grondgebied van Ruiselede, maar werd om technische redenen op Wingens grondgebied opgericht tussen 1923 en 1926. Omdat de antennes op het grondgebied van Ruiselede eerst klaar waren, werd de naam Ruiselede verbonden aan het zendstation, alhoewel het hoofgebouw op het grondgebied van Wingene kwam. 
De installaties werden op 3 oktober 1927 officieel in gebruik genomen. 

## Oprichting
Vanuit de Belgische staatsdienst Beheer van Telegrafen en Telefonen werd het initiatief genomen voor de oprichting van een intercontinentaal radiostation van hoog vermogen. Reeds in 1921, toen na de Eerste Wereldoorlog radioverbindingen steeds belangrijker werden, was besloten een dienst voor radioberichtgeving op te richten met als doel  een permanente verbinding te verzekeren van België met de Verenigde Staten en ook, gedurende een aantal uren per dag, met het toenmalige Belgisch-Congo, Zuid-Amerika en andere belangrijke steden in de wereld.
Het intercontinentaal radiostation voor punt-tot-punt verbindingen zou drie centra omvatten:
- het zendstation SCRE te Ruiselede
- het ontvangstation te Liedekerke
- het radio-middenkantoor BCR (Bureau Central Radio) in Brussel.

De hiervoor te gebruiken zenders (wisselstroomgeneratoren van ca. 17 kHz) waren al succesvol getest in het zendstation van Nauen bij Berlijn, en ook bij het Nederlandse Kootwijk werd in 1923 al zo'n station opgericht voor verbindingen met het toenmalige Nederlands-Indië. 
Het station van Ruiselede werd ingeplant op een vlak terrein, voor een deel op staatsgrond behorend bij het Rijksopvoedingsgesticht van Ruiselede; een ander deel (80 ha) werd aangekocht van de gemeente Wingene.
De plaats werd gekozen om de goede eigenschappen van de ondergrond:
- goede geleidbaarheid door het vochtige karakter
- geschikt voor de bouw van zware funderingen van het gebouw en de hoge antennes

De werken begonnen in 1923 en de eerste steen voor een nieuw gebouw in art-decostijl werd gelegd door koning Albert I op 19 december van dat jaar. Eind 1926 was het volledige zendcentrum klaar. Op het terrein in  Ruiselede werden de eerste vier zendmasten van 284 meter gebouwd en dan ook nog vier op Wingens grondgebied 
Er kwamen gebouwen voor de installaties en woningen voor personeel.
De gebouwen en de inrichting werden officieel in gebruik genomen op 3 oktober 1927. Dat was de start van honderdduizenden radiotelegraafverbindingen voor berichten overzee naar alle uithoeken van de wereld via de Torens van Ruiselede.
Het zendstation kreeg de code SCRE en de naam Belradio. 

## Zendstation en antennemasten
De eerste torens (pylonen) werden element na element opgebouwd. Er werden acht torens opgetrokken, die in twee rijen van vier werden opgesteld en 400 meter van elkaar stonden. Aan deze radiomasten voor lange golven was een reusachtige antenne van 1.600 meter opgehangen. De antennemasten hadden een hoogte van 284 meter en werden toen in hoogte beperkt om het prestige van de Eiffeltoren in Parijs niet aan te tasten.
Het zendcentrum was een verbindingsstation tussen het telegraafkantoor van Brussel met de rest van de wereld. Reeds in 1926 werd begonnen met proefuitzendingen, bestemd voor Leopoldstad. Deze mislukten, maar men kreeg wel contact met New York. Zo kwamen de eerste verbindingen tussen Brussel en New York tot stand in 1927 en ontstond er een drukke correspondentie met Amerika. De maximale afstand bedroeg toen 3.000 tot 4.000 kilometer. Via punt tot punt verbindingen konden zo intercontinentale gesprekken gevoerd worden. 

## Uitbouw van de radiotelegraafdienst
De langegolfzender met een golflengte van 18.000 meter en een sterkte van 250 kilowatt was een zender met hoogfrequentietransformatoren, waarvan er drie in de centrale opgesteld stonden. Deze zware machines (motoren), die de radiogolven opwekten, wogen ruim 3.000 kilogram. De berichten werden overgebracht via morsetekens door het maken van kortsluitingen. In 1928 kwamen er ook kortegolfzenders voor de radiotelegraafdienst met de Belgische kolonie. 
In 1930 werden de gebouwen van de nabijgelegen vroegere matrozenschool (bijhuis van de Hervormingsschool van Ruiselede) overgedragen aan de diensten van de R.T.T. In 1931 volgden de verbindingen met Buenos Aires en Madrid, het jaar daarop met Beiroet, in 1934 met Rio de Janeiro, in 1937 met Belgrado en Wenen en ten slotte met Warschau in 1938. 

## Het verdwijnen van de torens
Bij het bouwen van de torens waaide er een pasgebouwde toren omver in februari 1925, maar hij werd nadien vervangen. In 1933 vloog een Engels vliegtuig bij mistig weer tegen de spankabels van de eerst gebouwde toren. Het toestel stortte neer, vatte vuur en de elf inzittenden werden verkoold. De toren, waarvan enkel nog een stuk van 80 tot 90 meter overbleef, werd in 1985 volledig gesloopt. In augustus 1940 werden op drie dagen tijd nog twee torens door Duitse bommenwerpers omver gevlogen, één 's nachts en één in een dikke mist. Eén toren werd in september 1940 afgeknot op 160 meter en werd in 1953 volledig gesloopt. Van de andere pylonen werden enkele daarna door de Duitse bezetters tot 120 meter ingekort en andere volledig neergehaald. In 1983 werd de zogenoemde televisietoren ingekort tot 110 meter om ten slotte in juli 1993 omvergeworpen te worden.

## De Radio Maritieme Diensten
In mei 1940 werd de ganse binneninrichting van de centrale door het personeel vernield zodat deze onbruikbaar was voor de Duitsers. Na de oorlog werd de totaal vernielde binneninrichting vernieuwd. De langegolfzenders werden niet meer herbouwd en er werden enkel nog kortegolfzenders gebruikt (21 in gebruik omstreeks 1960). In 1955 werd een kortegolfantenne in gebruik genomen door Oostende-radio. Voor deze Radio Maritieme Diensten (RMD) werden een jaar later drie nieuwe antennes opgericht om verbindingen tot stand te brengen met schepen in de Perzische Golf en de Golf van Mexico. Door deze groei binnen het zendcentrum werd in 1972 het zendstation definitief opgenomen in de Radio Maritieme Dienst. Vanaf 1977 waren er ook telex-over-radio verbindingen voor gesprekken met schepen overal ter wereld. Door de satellietverbindingen verloor deze dienst veel aan belang. 
In 1997 werden de Radio Maritieme Diensten voorlopig van Belgacom overgeheveld naar het BIPT (Belgisch Instituut voor Postdiensten en Telecommunicatie) en uitgeleend aan het Ministerie van Landsverdediging (dienst Belgische marine). In 2001 werd het personeel overgeplaatst naar het Ministerie van Landsverdediging. De eigendommen werden overgedragen aan de staat en het beheer werd toevertrouwd aan Defensie. Deze dienst is nu bekend onder de naam RCS: Radio Communication Services. Het zendstation wordt nog ingezet voor maritiem verkeer. Het maakt deel uit van het Nato HF netwerk. En is een backup als de satelliettelefoon uitvalt.  
In het totaal bestond het antennepark in 1999 nog uit 51 antennes. Deze antennes zijn een netwerk van draden die tussen de pylonen in alle richtingen gespannen zijn om zo in alle richtingen te kunnen uitzenden.

## Natuurgebied
De gebouwen zijn gelegen in een domein van 69 hectare waardevolle natuur, genaamd De Gulke Putten. Het gebied wordt beheerd door vzw Natuurpunt. Veel planten die met uitsterven bedreigd zijn, komen hier nog voor: o.a. beenbreek, zonnedauw, dopheide en maanvarentje. Dit gebied is niet vrij toegankelijk. 